# Francocanadienses
Los francocanadienses o canadienses franceses (en francés: Canadien français; en inglés: French Canadians) son los habitantes de Canadá cuyos ancestros vivían en los asentamientos franceses originales de lo que fue la colonia de Canadá (Nueva Francia). Con la excepción de los acadianos, que tienen una historia diferente, la mayoría de los francocanadienses son descendientes de los agricultores franceses que colonizaron el área actualmente comprendida por Quebec, durante el período colonial de Canadá, que comenzó en el siglo XVII. En un contexto contemporáneo, también alude a cualquier canadiense francófono. Actualmente, unos 5 millones de canadienses tienen ancestros franceses (según algunas fuentes, hasta 7 millones), y unos 10.7 millones de personas hablan francés.
En francés y en inglés, los términos Canadien français y French Canadian difieren claramente de franco-canadien y Franco-Canadian en que este último no implica necesariamente un largo linaje ancestral que haya habitado en suelo canadiense, sino que también se usa para designar a inmigrantes recientes de Francia u otro país francófono. Sin embargo, dichas diferencias no son tan marcadas en el español mediante el uso de dos términos distintos, ya que se usa la palabra «francocanadiense» de forma imprecisa para referirse a los «canadienses franceses».
Los canadienses francófonos viven por todo Canadá. Seis millones de ellos están concentrados en Quebec, donde constituyen el grupo lingüístico predominante, mientras que otro millón está disperso por el resto del país. Aproximadamente un 31% de los ciudadanos canadienses habla francés y el 25% es de ascendencia francocanadiense. No todos los francófonos son descendientes de franceses, especialmente en el Quebec actual, y no todas las personas con antepasados franceses utilizan esa lengua de forma exclusiva o principalmente.
La cultura francófona forma parte de la literatura y cultura canadienses.

## Historia
Los franceses fueron los primeros europeos en establecer colonias permanentes en lo que hoy es Quebec. Las colonias de Nueva Francia se extendieron luego a lo largo del territorio actualmente comprendido por las Provincias Marítimas —sur de Quebec y Ontario—, así como también el valle del río Misisipi. El primer asentamiento europeo en Canadá fue Port Royal fundado en 1605. Los territorios de Nueva Francia eran Canadá, Acadia y Luisiana, y sus habitantes se llamaban a sí mismos canadiens, acadiens y louisianais respectivamente. Muchos de los francocanadienses de ese tiempo eran descendientes de las llamadas hijas del rey.
Aún después de la conquista británica de Nueva Francia en 1760 durante la guerra franco-india (1754-1763), los francocanadienses continuaron siendo parte importante de la vida en las colonias.
Los británicos obtuvieron Acadia tras el Tratado de Utrecht (1713), y debido a ello el 75 % de la población acadiana emigró a otras colonias británicas al comienzo de la guerra franco-indígena. Los francocanadienses escaparon en parte debido a que el acta de capitulación los convertía en sujetos de nacionalidad británica. No fue hasta 1774, con el Acta de Quebec, que se volvió a adoptar el sistema legal francés. En 1791 los francocanadienses del Bajo Canadá fueron introducidos al sistema parlamentario británico al crearse una Asamblea Legislativa elegible.
Como consecuencia de que la Asamblea Legislativa no tenía poder real, la situación política degeneró en la Rebelión del Bajo Canadá de 1837-1838, a partir de la cual aquella colonia se unificó con el Alto Canadá. Uno de los motivos para dicha unión fue limitar el poder político francocanadiense. Después de varias décadas de inmigración británica, los canadiens se volvieron una minoría en la Provincia de Canadá en la década de 1850.
Las contribuciones francocanadienses jugaron papeles esenciales en el aseguramiento de un gobierno responsable para el Alto y el Bajo Canadá y en la formación de la Confederación Canadiense. Sin embargo, durante el siglo XIX y el siglo XX su descontento creció y, como consecuencia, alrededor de un millón de francocanadienses emigraron desde la provincia de Quebec a Nueva Inglaterra. La razón de este éxodo fue principalmente económica, aunque también política.
Desde 1968, el francés es una de las dos lenguas oficiales de Canadá. Es además la única lengua oficial de Quebec y también una lengua oficial en Nuevo Brunswick, los Territorios del Noroeste y Nunavut. Los dialectos hablados en Canadá son algo diferentes de aquellos hablados en Francia.

## Grupos francocanadienses

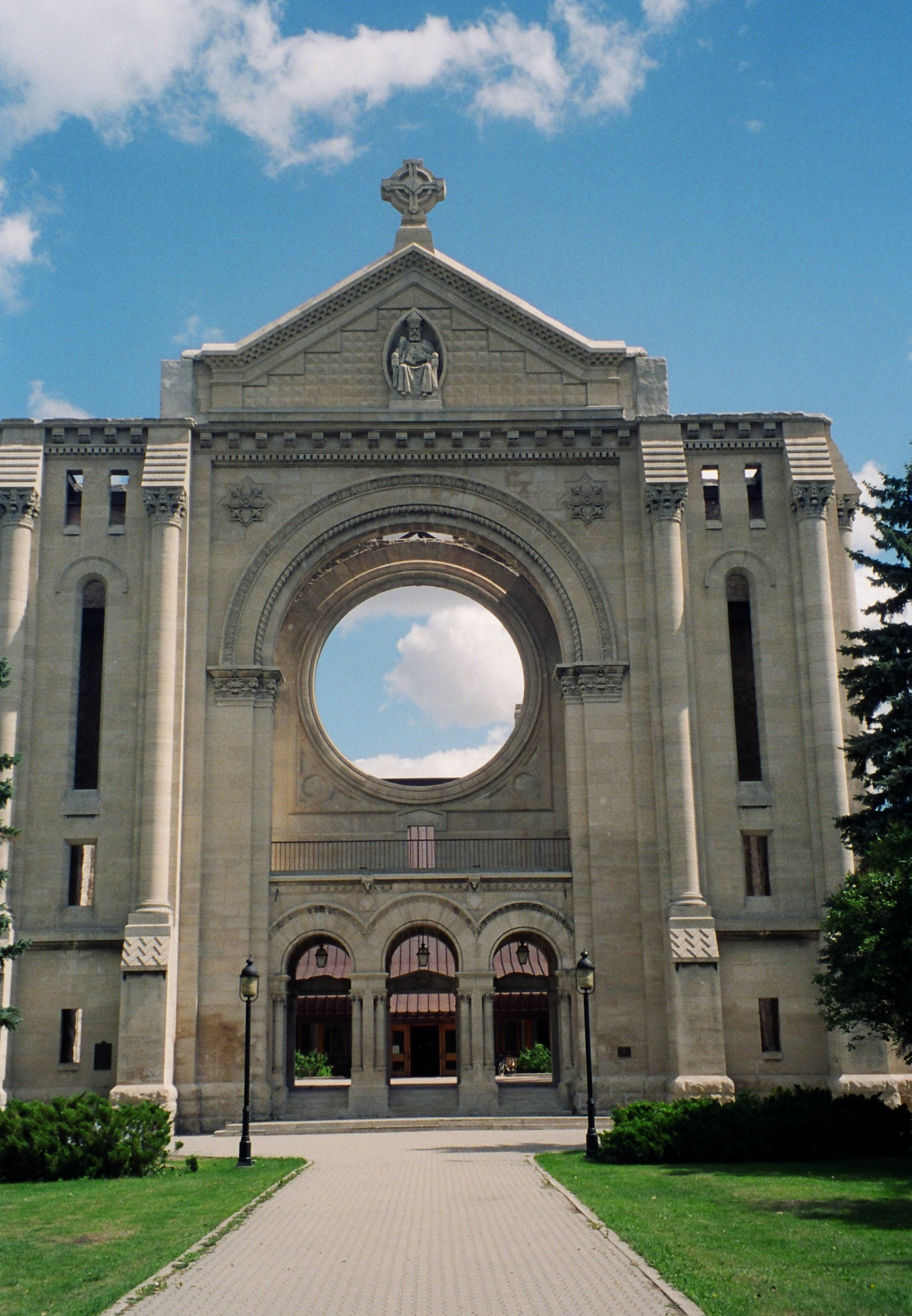
Catedral de San Bonifacio en Winnipeg, principal centro cultural de los francófonos de Manitoba.

Los francocanadienses pueden ser agrupados geográficamente según su provincia de origen:
- Quebequés(a) o quebequense, provincia de Quebec
- Pres-rustin(e), municipio de los Condados Unidos de Prescott y Russell, en la provincia de Ontario
- Franco-Terranovenses, provincia de Terranova y Labrador
- Franco-Ontarienses, provincia de Ontario
- Franco-Manitobains (en francés: Franco-Manitobanos), provincia de Manitoba
- Fransaskois, provincia de Saskatchewan
- Franco-Albertarienses (Franco-Albertains), provincia de Alberta
- Franco-Colombiens (en francés: Franco-Columbians), provincia de Columbia Británica
- Franco-Yukonnais, territorio de Yukón
- Franco-Tenois, territorios del Noroeste
- Franco-Nunavois, territorio de Nunavut

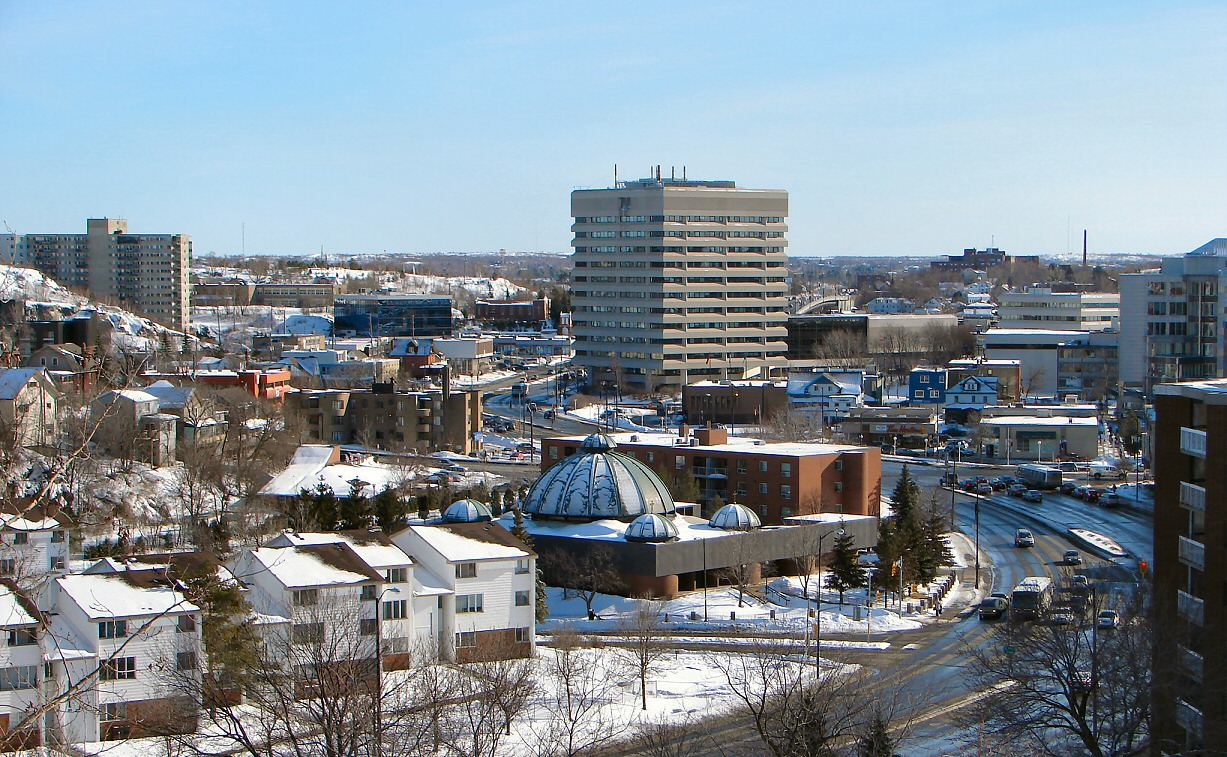
Centro de Gran Sudbury, principal centro cultural de los francófonos de Ontario.

Los métis no se clasifican como francocanadienses, aunque conforman un grupo francófono separado, aunque también hablan inglés, michif y, antiguamente, bungi, que está extinto.
Existe también una comunidad francoamericana en los Estados Unidos, particularmente en Nueva Inglaterra, que son en su mayoría descendientes de francocanadienses, así como otros tienen sus orígenes en Acadia, especialmente en el límite entre Maine y Nuevo Brunswick. Los cajunes en Luisiana descienden de las poblaciones acadianas procedentes de Nueva Escocia, aunque algunos asentamientos francófonos tienen sus raíces en Quebec, Saint-Domingue (actual Haití), Mobile (Alabama), o directamente de Francia.

### Quebec
En Quebec, el término «francocanadiense» ha sido cada vez más rechazado desde el nacimiento del nacionalismo quebequés durante la Revolución Tranquila de la década de 1960.[cita requerida] Las instituciones públicas de la provincia de Quebec llaman québécois a los ciudadanos francófonos de Quebec.
Esto refleja los fuertes lazos sociales, culturales y políticos entre los quebequeses de origen francocanadiense, la mayoría de los cuales son francófonos. Québécois también se refiere a cualquier residente de Quebec; esta palabra comenzó a utilizarse para aquella designación cívica después de la Revolución Tranquila, introduciendo una ambigüedad en el significado del vocablo que muchas veces es utilizado fuera del contexto político.
Hoy en día, la utilización de los términos québécois (masculino) y québécoise (femenino) se prefiere para expresar su identidad cultural y nacional. Para las generaciones más jóvenes, la palabra «francocanadiense» es hasta desconocida, o bien, descubierta por aquellos que aprenden inglés o interactúan con anglófonos. Los francófonos que se identifican como québécois y que no tienen ancestros franceses no se incluyen dentro del grupo de francocanadienses.

### Otros lugares de Canadá
Existen muchos asentamientos urbanos en Canadá que tienen una significativa población francocanadiense fuera de Quebec, entre los cuales se encuentran:
- Ottawa (Ontario),
- Cornwall (Ontario),
- Gran Sudbury (Ontario),
- Windsor (Ontario),
- Winnipeg (Manitoba),
- Région Rivière-la-Paix (Alberta)

Allí, el francés está protegido bajo los derechos de lengua minoritaria según la Constitución de Canadá desde 1982, defendiéndolo de las acciones de los gobiernos provinciales que han sido históricamente indiferentes y hostiles con respecto a su utilización. Consecuentemente, los francocanadienses de fuera de Quebec se identifican como tales más que los quebequeses; esta identificación tiende más a complementar que a reemplazar los grupos provinciales.

## Uso moderno
En inglés como en francés, los términos utilizados para designar los grupos provinciales muchas veces se definen únicamente por la provincia de residencia y son en el uso informal intercambiables por "Canadiense francés". A pesar de que este último término es muy usado en francés (cuya traducción a ese idioma sería Canadiens français), es considerado anticuado por muchos canadienses, especialmente en Quebec. La mayoría de los habitantes de Canadá de habla francesa utilizan las designaciones particulares según su provincia de origen.[cita requerida]
El término "canadiense-francés" todavía se utiliza en contextos histórico y cultural, o cuando se desea designar a los miembros de la colectividad de dicho origen, como en el nombre y mandatos de organizaciones nacionales que sirven a las comunidades minoritarias francófonas alrededor del país. Los canadienses francófonos sin un origen canadiense-francés, como inmigrantes de otros países en los que se habla francés, no suelen ser designados por el término en cuestión; la palabra 'francófono', de uso más general, alude a los canadienses de habla francesa de cualquier origen étnico.

## Organizaciones
- Fédération culturelle canadienne-française (Federación cultural canadiense-francesa)
- Association canadienne-française pour l'avancement des sciences (Asociación canadiense-francesa para el avance de las ciencias)
- Fédération de la jeunesse canadienne-française (Federación juvenil canadiense-francesa)

## Banderas francocanadienses

Francófonos de Columbia Británica (franco-colombiens)
Francófonos de Alberta (franco-albertains)
Fransaskois
Franco-manitobanos
Francófonos de Ontario (franco-ontariens)
Quebequeses
Francófonos de Terranova y Labrador
Francófonos de Yukón (franco-yukonnais)
Franco-Ténois
Francófonos de Nunavut
Canadienses-franceses de Estados Unidos